# Ictiobus cyprinellus
Ictiobus cyprinellus es una especie de peces de la familia Catostomidae en el orden de los Cypriniformes.

## Morfología
• Los machos pueden llegar alcanzar los 123 cm de longitud total y 31,9 kg de peso.

## Reproducción
Es ovíparo.

## Alimentación
Come Cladoceras, copépodos y larvas.

## Hábitat
Es un pez de agua dulce y de clima templado.

## Distribución geográfica
Se encuentran en Norteamérica.